# Culoptila cantha
Culoptila cantha är en nattsländeart som först beskrevs av Ross 1938.  Culoptila cantha ingår i släktet Culoptila och familjen stenhusnattsländor. Inga underarter finns listade i Catalogue of Life.